# Переходная экономика
Перехо́дная эконо́мика (англ. transition economy) — промежуточное состояние при переходе от экономики государства (края, страны) с центральным планированием к свободному рынку.
В результате этого перехода осуществляется принципиальное преобразование основ данной системы, которые обусловливают генезис и развитие, как новых черт переходной экономики, так и её особенности.

#### Классификация переходных процессов по масштабам
- локальные — в некотором отдельном районе, регионе или отдельно взятой стране (крае).
- глобальные — всеобщий процесс изменений, протекающий в масштабах мирового хозяйства или даже всей цивилизации.

#### Выделяются два типа переходной экономики
- естественно-эволюционная
- реформаторско-революционная

#### Главные особенности переходной экономики
- Заторможенность (инерционность) процесса воспроизведения — из-за постоянного оглядывания на предыдущий этап невозможна быстрая замена экономических форм и отношений новыми
- Развитие новых форм, элементов и экономических институтов

#### Основные черты характерные для переходной экономики
- Изменчивость.

Экономика переходного периода отличается своей изменчивостью, которая нарушает равновесие. Данная черта присуща для любого типа переходной экономики, обеспечивает как динамизм развития процесса, так и неопределенность перспектив процесса развития экономической системы.
- Смешение нового и старого

Особенности переходной экономики проявляются в переплетении новых и старых форм ведения хозяйства являются лакмусовой бумажкой на то, что процесс действительно начат, он идет и по мнению многих специалистов свидетельствует о необратимости процесса.
- Альтернативность.

Является фактором многовариантности развития событий и свидетельствует о возможности выбора наиболее благоприятного варианта развития.
- Противоречивость.

Эта особенность касается не столько функционирования экономики, сколько возникающих противоречий между слоями общества и стоящими за ними субъектами хозяйствования. Обострение противоречий насколько сильно, что это может привести к революционным потрясениям и социальным катаклизмам.
- Историчность.

Экономика переходного периода сама по себе носит исторический характер, который, несомненно, зависит от особенностей региона. Это значит, что одни и те же закономерности протекания экономических процессов проявляются в каждой стране по-разному.